# Hiva Oa (comune)
Hiva Oa è un comune della Polinesia francese nelle Isole Marchesi di 2.300 abitanti formato da due comuni associati:
- Atuona (1 230 ab.)
- Puamau (785 ab.)

Il comune è formato dalle seguenti isole:
- Hiva Oa, la più grande e l'unica abitata
- Moho Tani
- Terihi
- Fatu Huku

## Curiosità
Nel cimitero di Atuona sono sepolti Jacques Brel e Paul Gauguin.